# رونی شولتس
رونی شولتس (انگلیسی: Ronny Scholz؛ زادهٔ ۲۴ آوریل ۱۹۷۸) دوچرخه‌سوار اهل آلمان است.